# Штамс
Штамс (нем. Stams) — коммуна в Австрии, в федеральной земле Тироль.
Входит в состав округа Имст.  Площадь коммуны составляет 33,56 км², население — 1556 человек (1 января 2021), плотность населения — 46 чел./км². Официальный код  —  70 221.

## Население
| Год  | Численность |
| ---- | ----------- |
| 1869 | 599         |
| 1889 | 565         |
| 1890 | 485         |
| 1900 | 496         |
| 1910 | 561         |
| 1923 | 543         |
| 1934 | 635         |
| 1939 | 628         |
| 1951 | 813         |
| 1961 | 1008        |
| 1971 | 1054        |
| 1981 | 1037        |
| 1991 | 1183        |
| 2001 | 1261        |
| 2011 | 1335        |
| 2021 | 1556        |

## Аббатство
Штамс знаменит цистерцианским аббатством, которое основали в 1273 г. тирольский правитель Мейнхард II и его жена Елизавета с тем, чтобы провести здесь последние годы жизни. Аббатство служило усыпальницей последующих правителей Тироля вплоть до Фридриха Габсбурга, а равно для их супруг (Элеонора Шотландская, Бьянка Мария Сфорца и др.). Часть захоронений была уничтожена протестантской армией Морица Саксонского в 1552 г.
После Тридцатилетней войны пришедшее в упадок аббатство было перестроено с пышностью зрелого барокко. В 1984 г. Иоанн Павел II закрепил за монастырским храмом статус малой базилики. 

Штамс - Stams
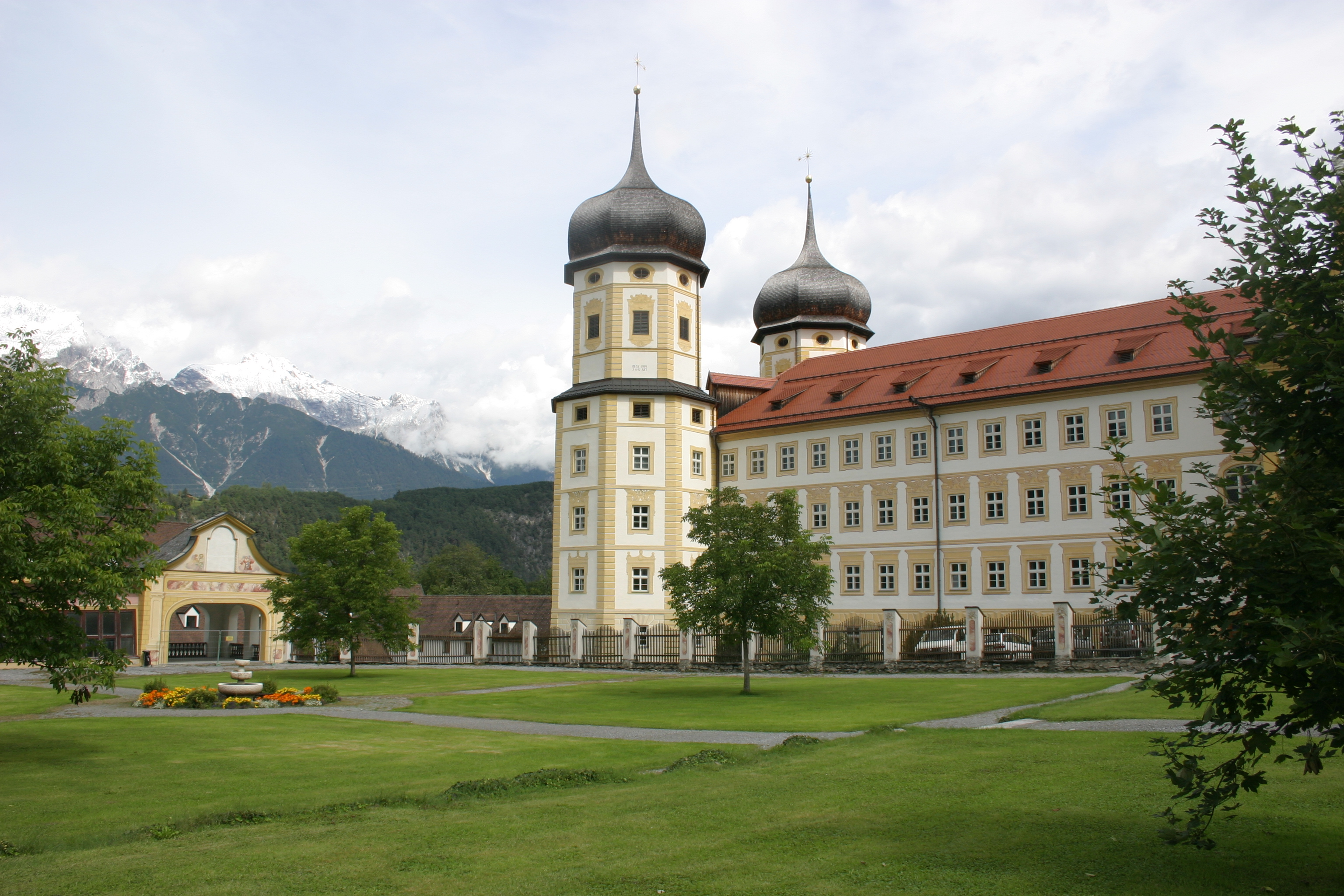
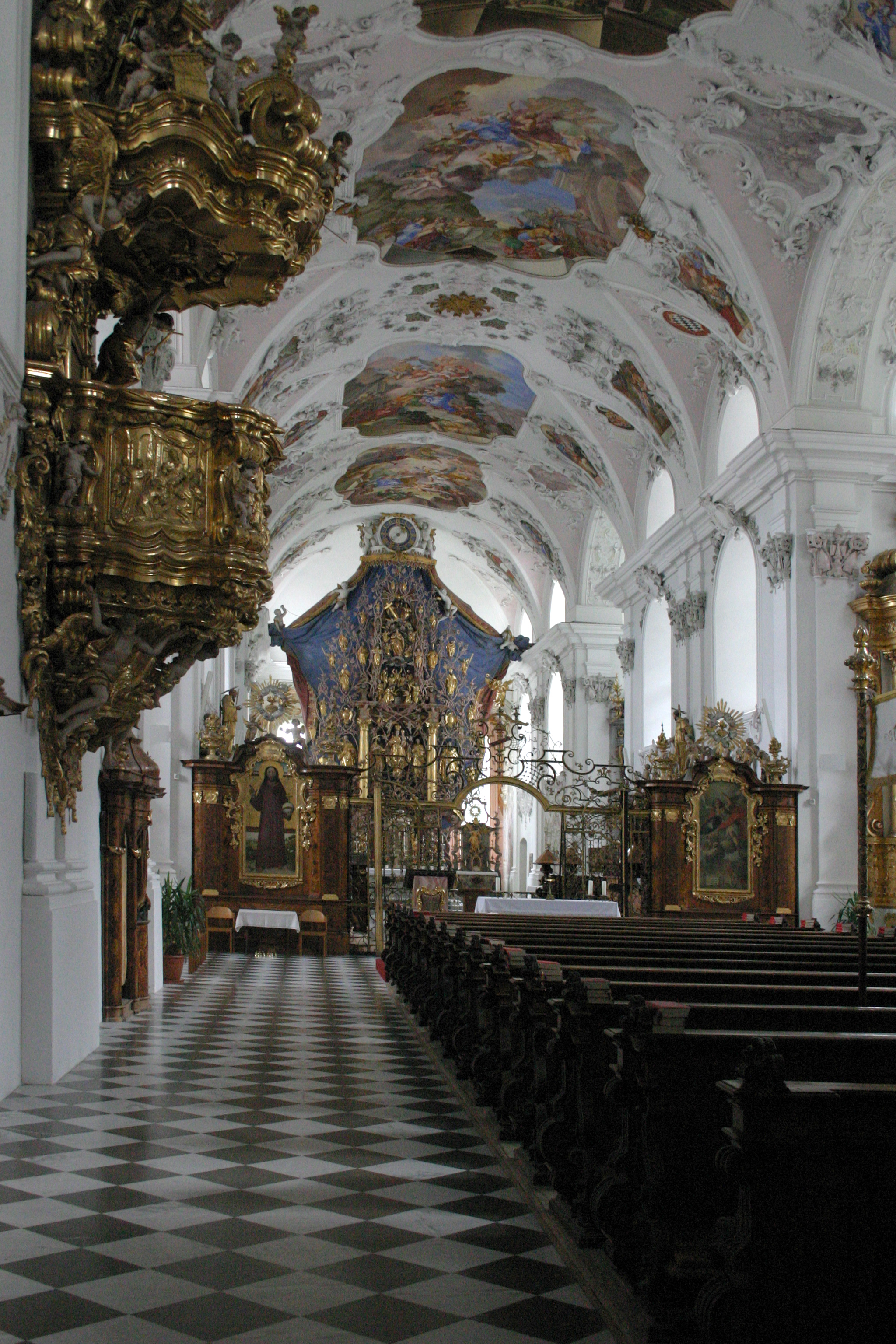
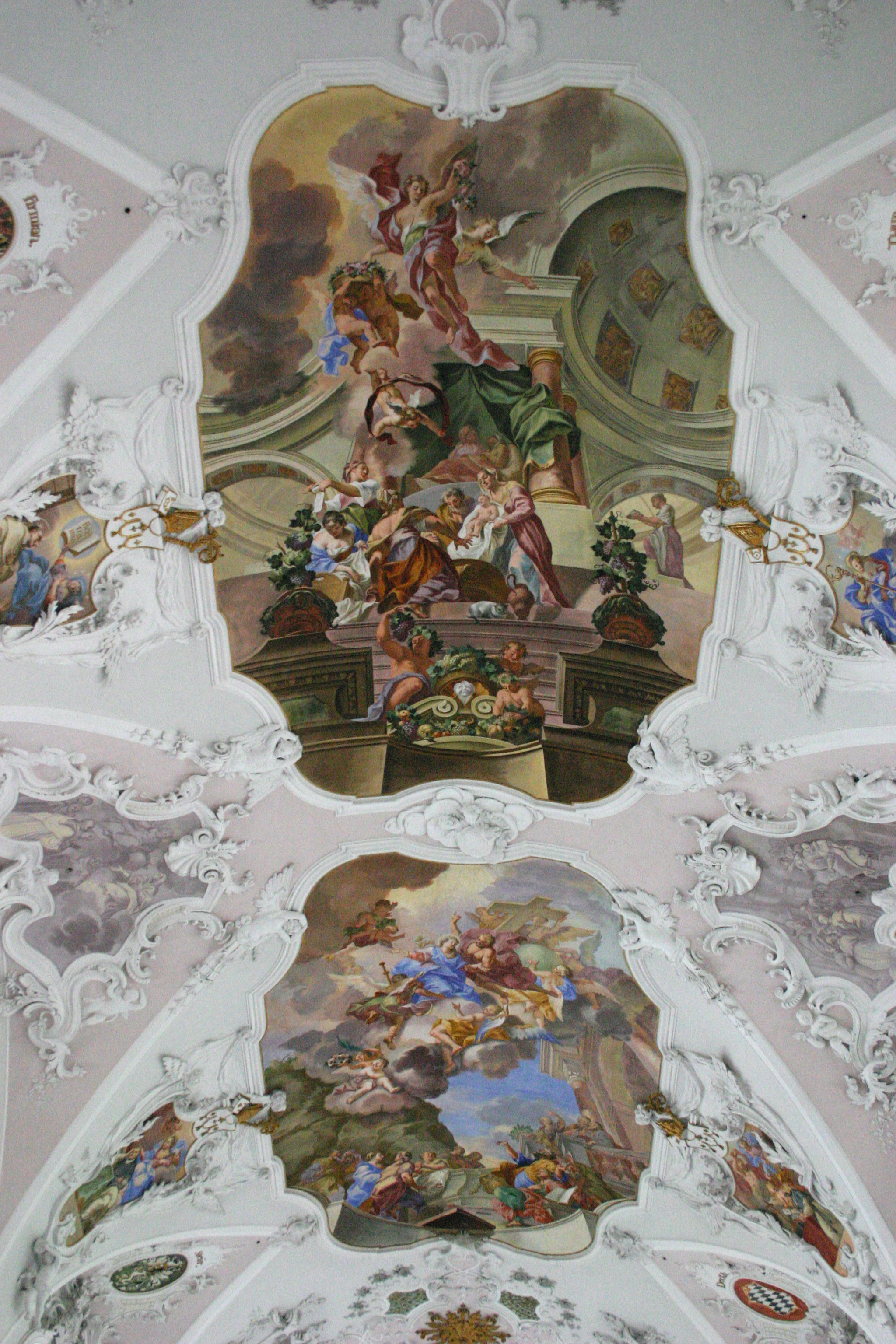
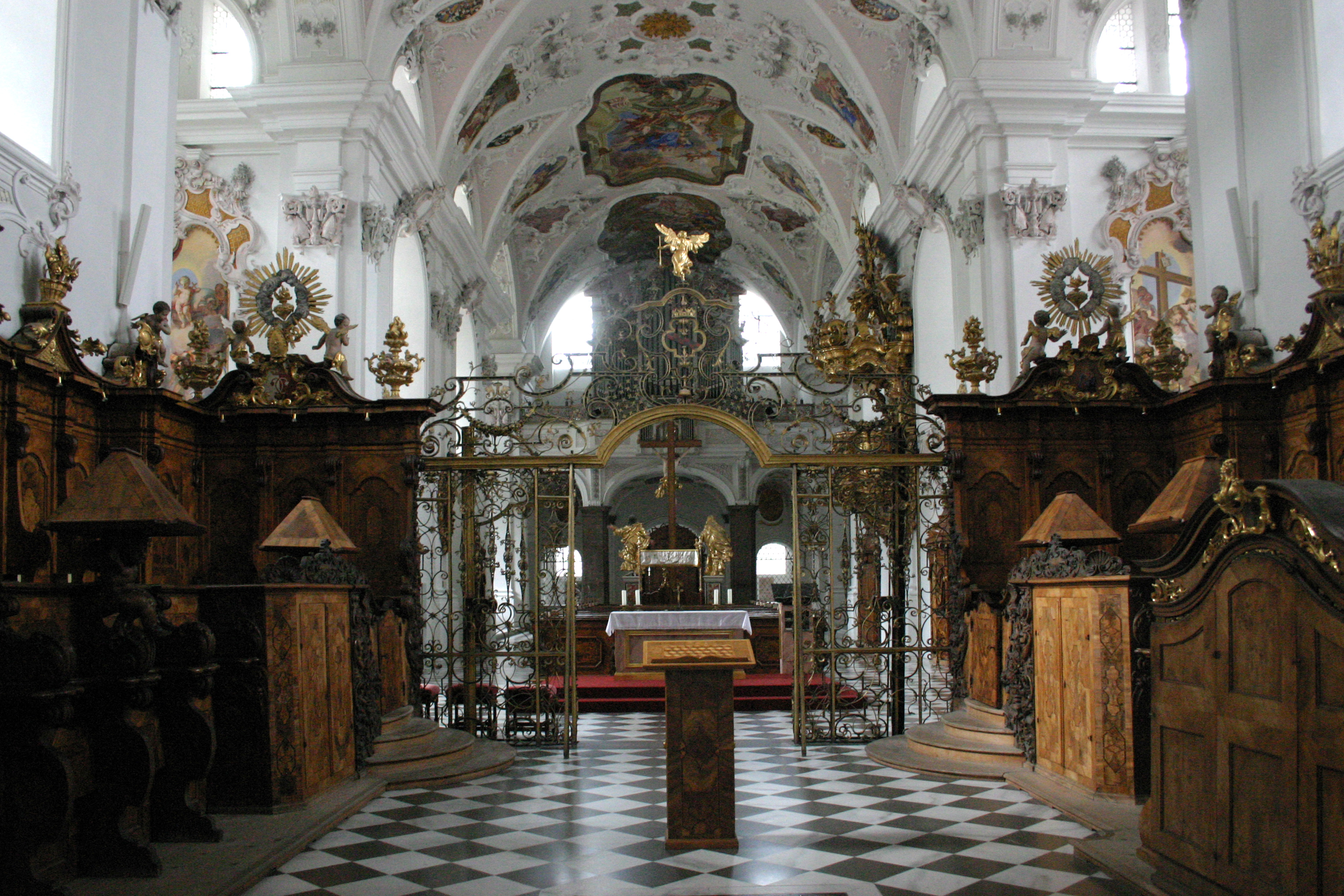
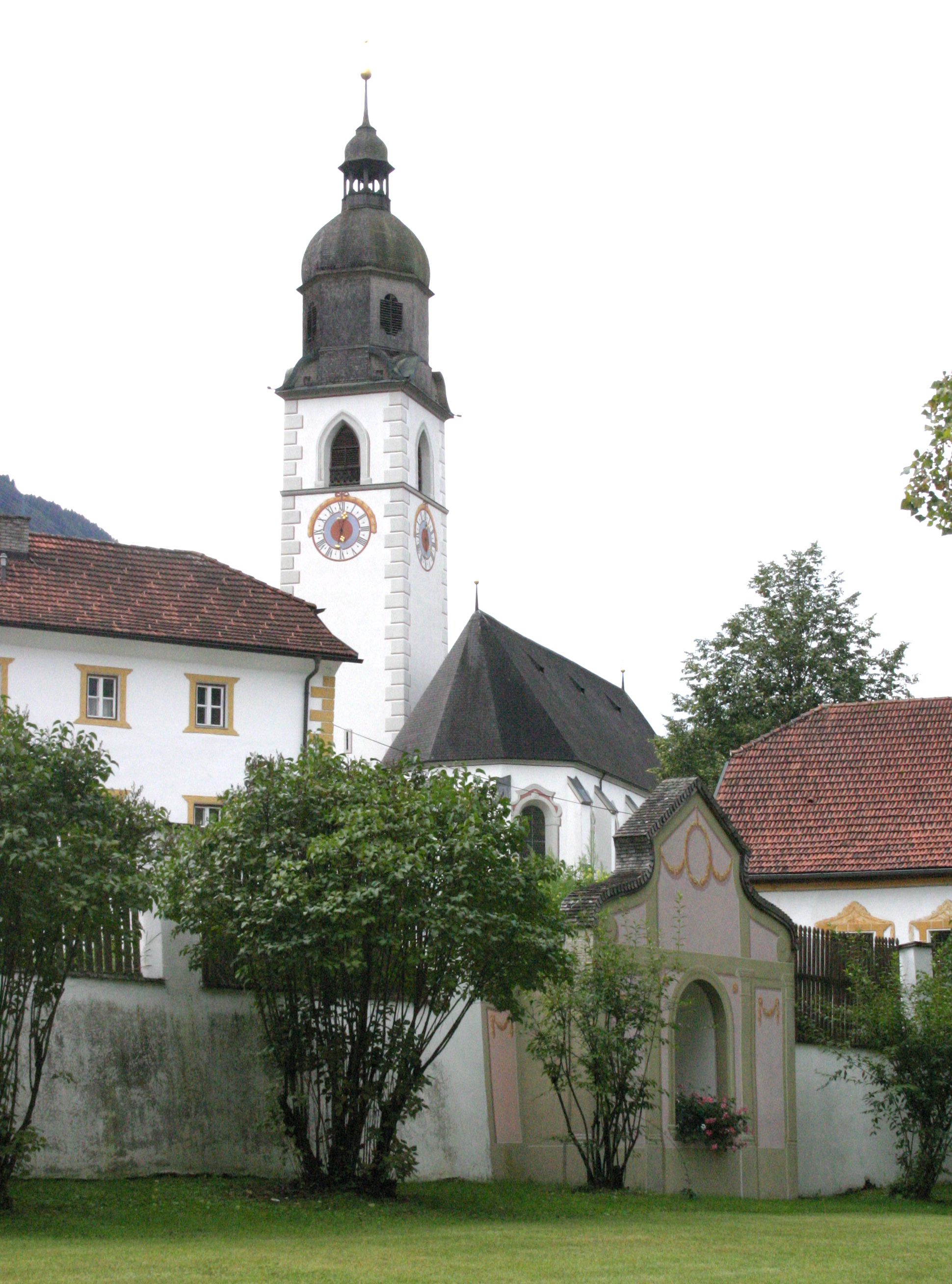
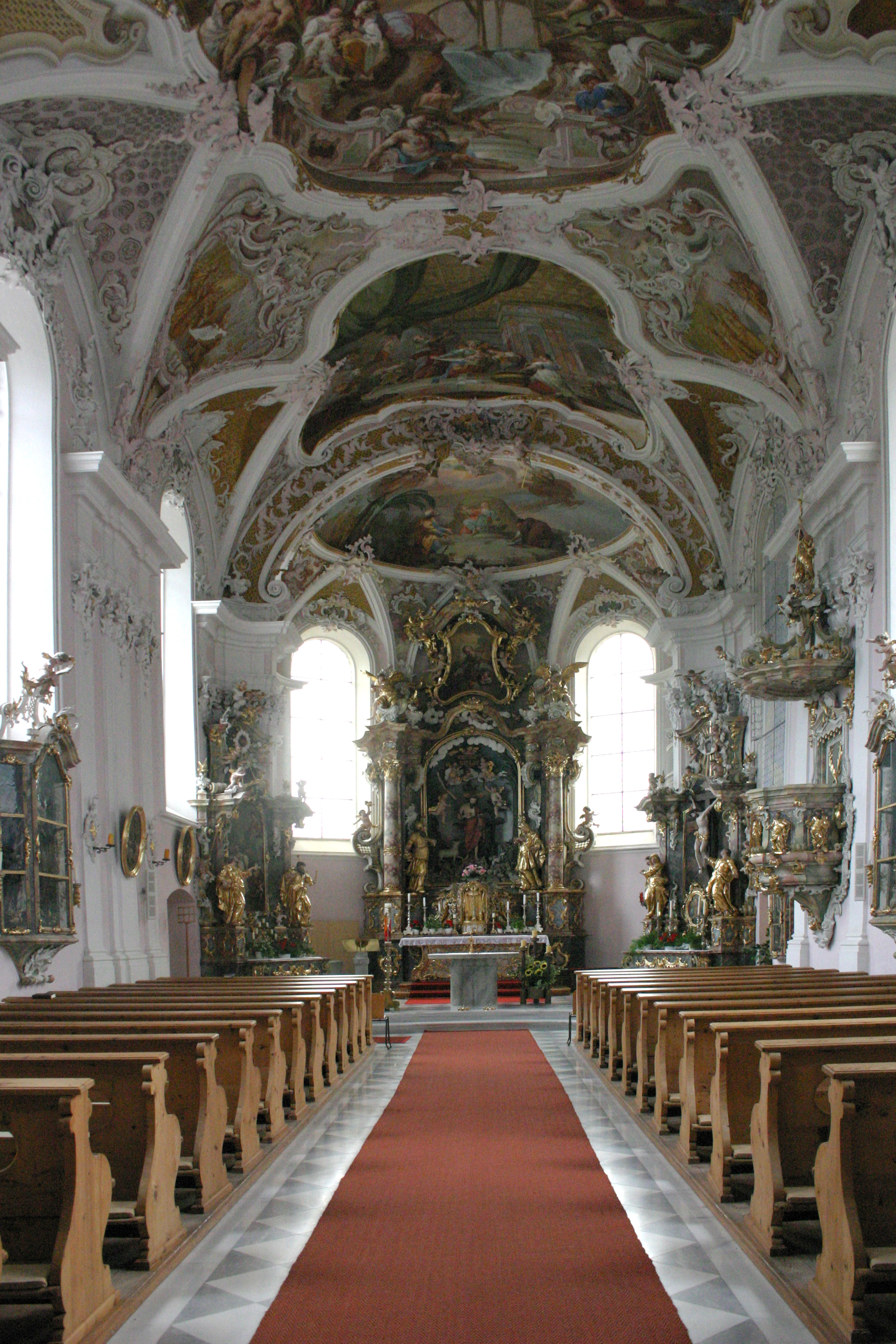
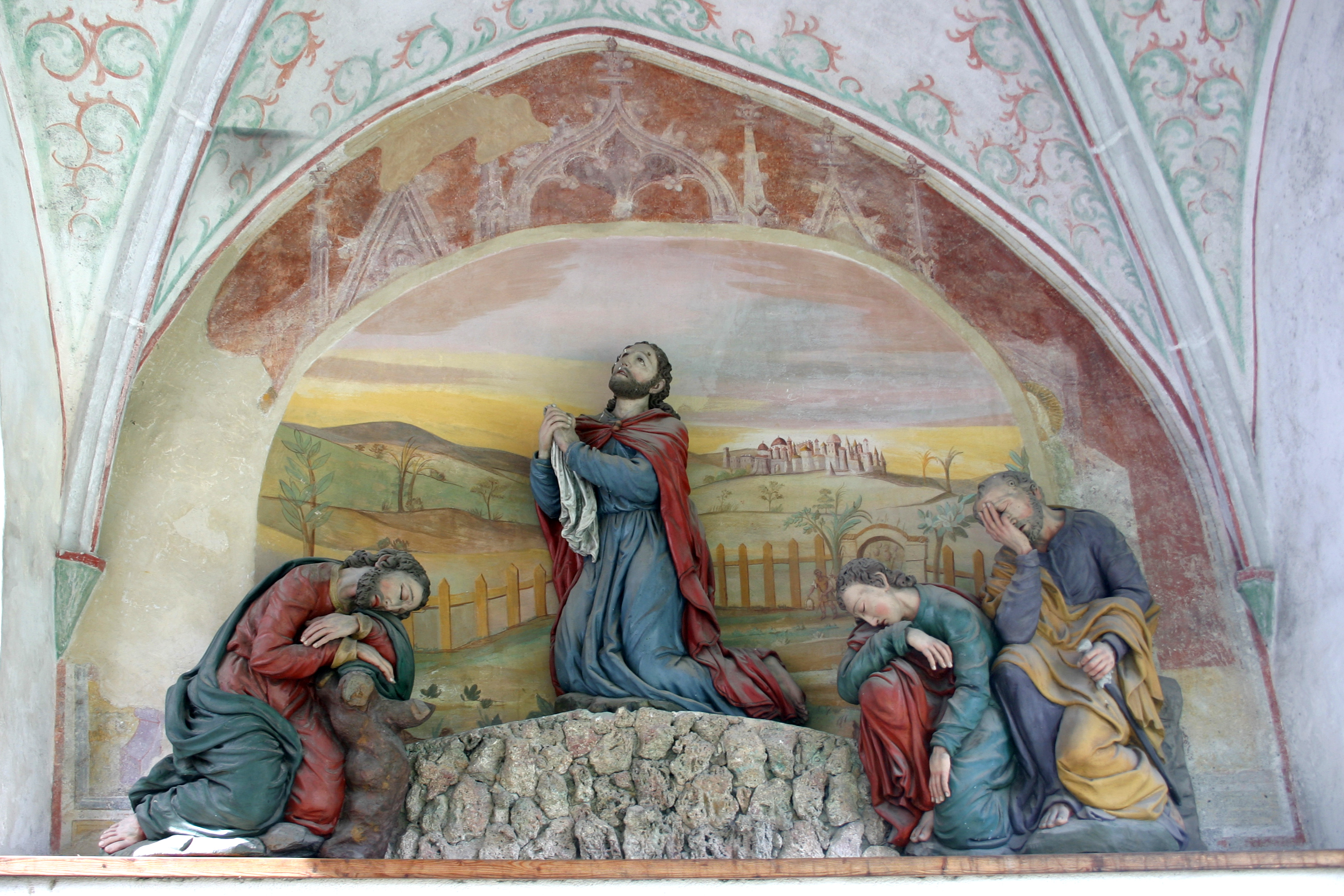